# 맨위드 힐 공군기지

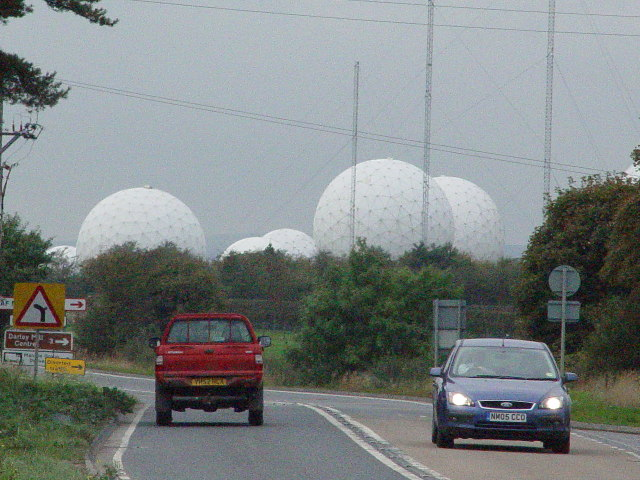
맨위드 힐 공군기지의 인공위성 안테나

맨위드 힐 공군기지는 영국 공군의 군사기지이다. 잉글랜드 노스요크셔주의 해러게이트 인근에 위치해 있다.

## 역사
1954년 공군기지가 건설되었다.
1951년 NATO 지위협정에 따라, 미군이 사용한다. 기지의 관리책임자는 미국이지만, 영국 GCHQ, 미국 공군, 미국 NSA의 요원 400명이 근무한다.
미국은 전세계 신호정보를 수집, 처리하기 위해서 미국 콜로라도주 덴버의 버클리 공군기지, 영국 맨위드 힐 공군기지, 호주 파인 갭의 3곳의 인공위성 기지국을 설치해 운영중이다.